# Liste des parcs d'État du New Hampshire

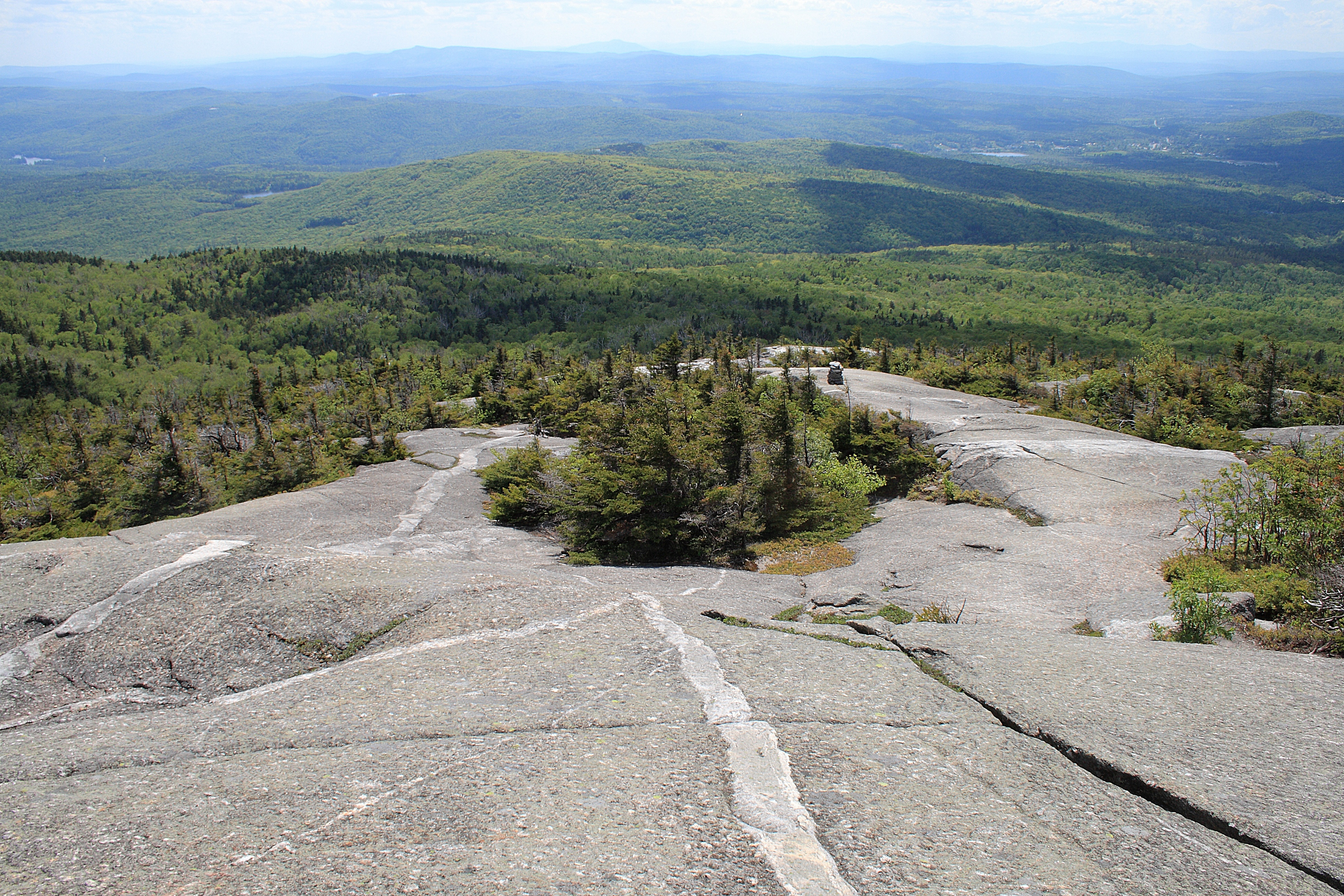
Cardigan State Park

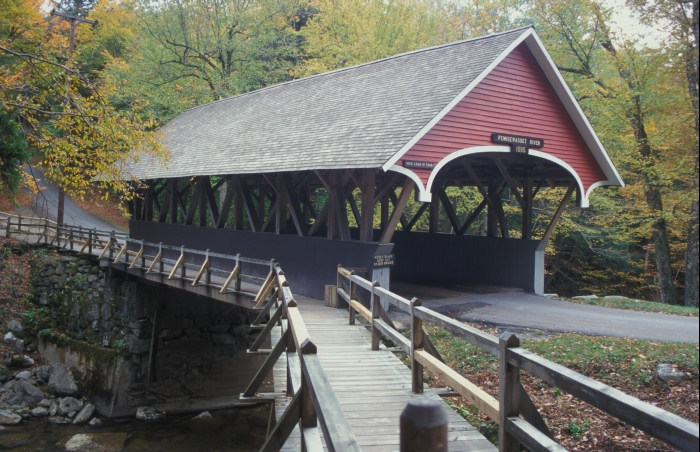
Franconia Notch State Park

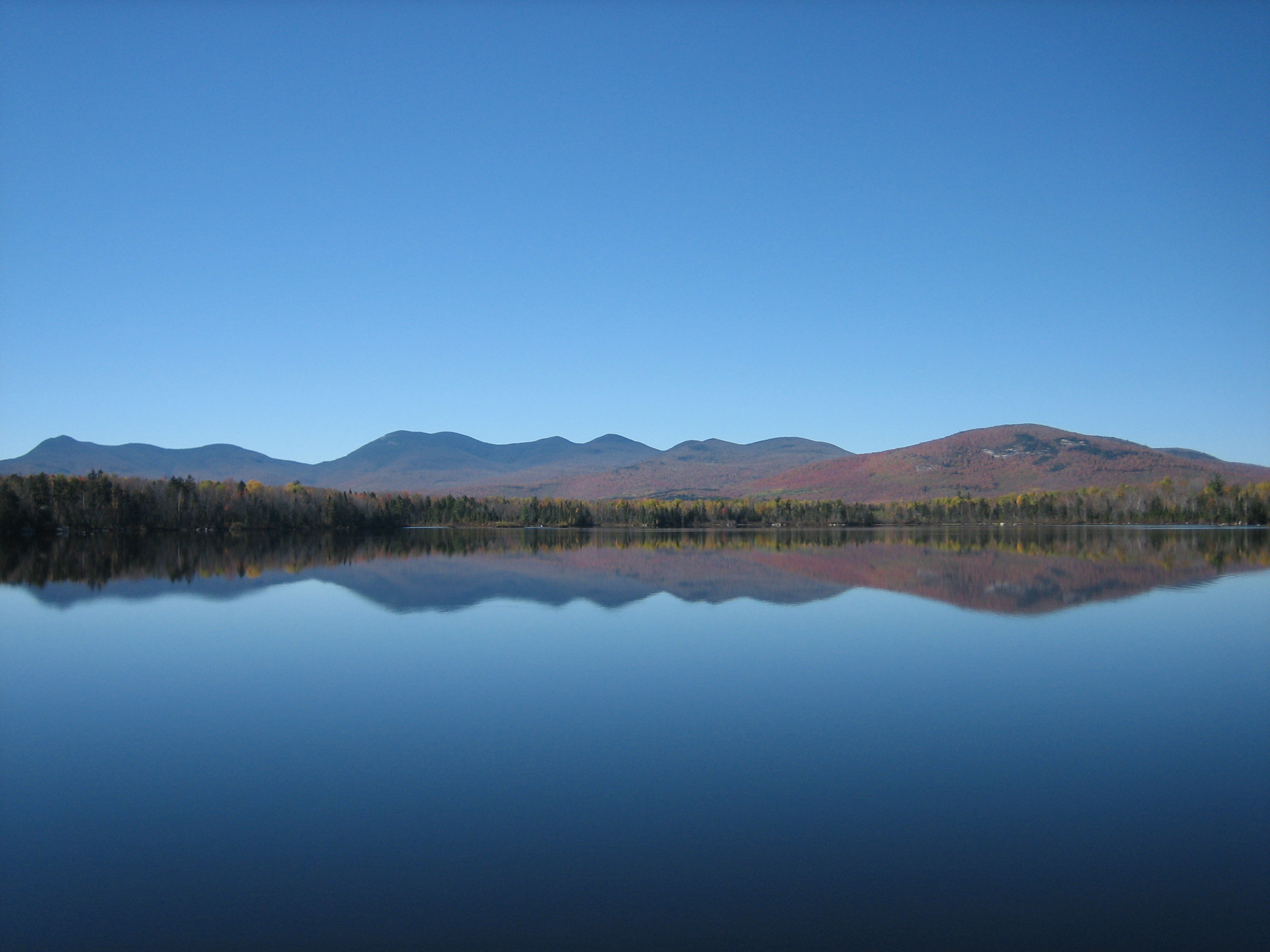
Jericho Lake State Park

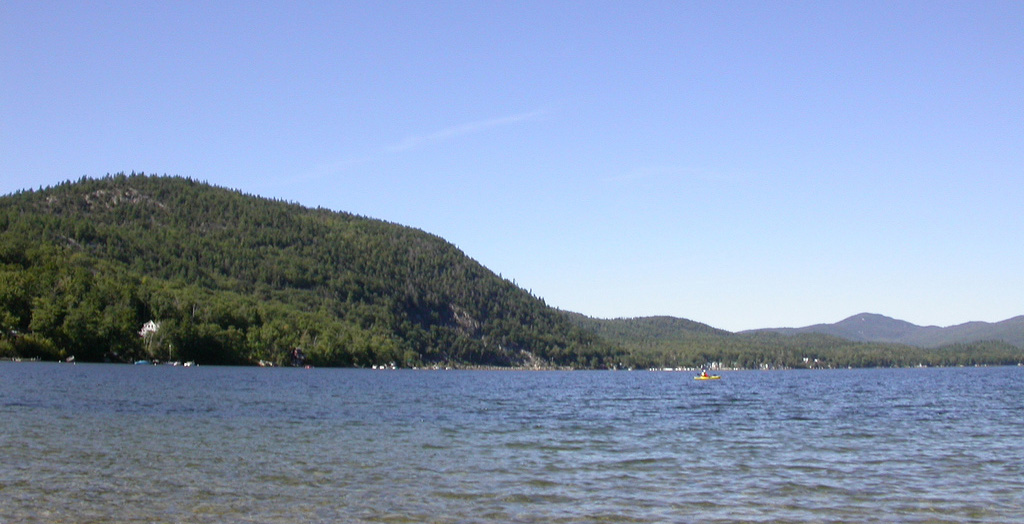
Wellington State Park

Liste des parcs d'État du New Hampshire (États-Unis d'Amérique) par ordre alphabétique. Ils sont gérés par la New Hampshire Division of Parks and Recreation.
- Ahern
- Parc Androscoggin
- Parc Annett
- Bear Brook
- Parc Beaver Brook Falls
- Bedell Bridge
- Cardigan
- Chesterfield Gorge
- Clough
- Coleman
- Crawford Notch
- Lieu de naissance de Daniel Webster
- Camping de Deer Mountain
- Dixville Notch
- Camping de Dry River
- Echo Lake
- Parc Eisenhower Memorial
- Ellacoya
- Endicott Rock
- Forest Lake
- Fort Constitution
- Fort Stark
- Franconia Notch
- Franklin Pierce Homestead
- Parc Gardner Memorial
- Governor Wentworth
- Greenfield
- Hampton Beach
- Hannah Duston Memorial
- Plage d'État de Jenness
- Jericho Lake
- John Wingate Weeks
- Kingston
- Camping Lafayette
- Lake Francis
- Lake Tarleton
- Madison Boulder
- Milan Hill
- Miller
- Mollidgewock
- Monadnock
- Moose Brook
- Mt. Sunapee
- Mont-Washington
- Parc Nansen
- North Beach
- Plage d'État de North Hampton
- Northwood Meadows
- Odiorne Point
- Pawtuckaway
- Pillsbury
- Pisgah
- Rhododendron
- Robert Frost Farm
- Rollins
- Rye Harbor
- Sculptured Rocks
- Silver Lake
- Taylor Mill
- Umbagog Lake
- Wadleigh
- Wallis Sands
- Wellington
- Wentworth
- Manoir de Wentworth-Coolidge
- White Lake
- Winslow